# Гондурасцы
Гондурасцы — население Гондураса (в широком смысле). В более узком — испаноязычный народ, составляющий 93 % населения Гондураса. Общая численность населения страны — 7,3 миллиона человек(2007).

## Национальный состав
В расовом отношении население Гондураса выглядит следующим образом:
- испано-индейские метисы, называемые также ладино[англ.], составляют 90 % населения;
- индейцев порядка 6—7 %;
- негров и мулатов — 2—3 %;
- белых от 1 до 1,2 % от общего числа жителей страны.

Основную часть населения составляют испаноязычные гондурасцы. Из второй по численности, индейской, более половины образуют индейцы ленка. Из других индейских народов следует назвать индейцев пайя и хикахе, а также мискито, сумо и чорти. В небольшом количестве в Гондурасе проживают также индейцы майя.
Не менее одной трети от общей численности индейского населения Гондураса составляют гарифуна, смешавшиеся с неграми индейцы-карибы, сохраняющие индейскую культуру и самосознание. Гарифуна были переселены сюда из Вест-Индии в конце XVIII века.
К моменту получения независимости, в 1821 году, индейцы составляли приблизительно 40 % населения страны, метисы — 30 %, белые и негры — по 12—15 %.

## Расселение и динамика
Проникновение испанцев в Гондурас (из Гватемалы) и их смешение с индейцами началось с 30-х годов XVI столетия. С конца того же века началось и расселение мигрировавших из Гватемалы испаноязычных метисов. Новоприбывшие расселялись преимущественно на юго-западе страны и стали ядром современных гондурасцев. Сейчас же ладино живут повсеместно и составляют большинство во всех департаментах Гондураса, кроме двух — Интибука, где преобладают индейцы, и Ислас-де-ла-Байя (на островах Карибского моря), где большую часть населения составляют выходцы из Вест-Индии.
Более половины индейцев, в том числе основная часть ленка, проживают на юго-западе страны. В департаменте Интибука их несколько более половины от общего числа жителей, а в департаменте Ла-Пас — 1/5. Восточнее ленка живут пайя и хикаке, по Карибскому побережью — мискито, а несколько дальше от моря — сумо. По границе с Гватемалой находятся поселения чорти и небольшие группы майя.
Севернее реки Рио-Тинто вдоль морского берега и лагунах, расселены гарифы. Здесь же, на карибском побережье и, особенно, на расположенных вблизи островах, живут привезённые из Африки, Ямайки и с некоторых островов Вест-Индии негры и мулаты. На карибском побережье проживает и основная масса живущих в Гондурасе гватемальцев, никарагуанцев и сальвадорцев.
Средняя плотность населения в стране — 63 человека на км². Наиболее густо заселены прибрежные районы, где развито плантационное хозяйство, и горные долины на западе и в центре страны. Очень низкая плотность населения характерна для восточного департамента Грасияс-а-Диос. Внутренние миграции невелики, наблюдается лишь отток населения из сельских районов в города. Внешние миграции носят более интенсивный характер, но в целом выезд из страны примерно равен въезду в неё.
Для Гондураса характерен высокий естественный прирост населения при очень высокой рождаемости и довольно высокой смертности. Ежегодный естественный прирост никогда не опускается ниже 30 человек на тысячу в год, а иногда доходит до 35—38 человек на тысячу. Так, только с 1950 по 1983 год население страны увеличилось в 3 раза, а городское население — в 6,2 раза.

## Языки и религия
Государственным языком в стране является испанский. Им владеет большинство населения Гондураса. Среди негров и мулатов преобладает местный диалект английского языка, со значительным добавлением испанских и индейских слов. Большая часть гарифов говорит на вест-индском диалекте английского языка, небольшие группы гарифов пользуются различными индейскими языками. Ленка и некоторые другие индейские народы сохранили свои родные языки, хотя знают и испанский.
Подавляющая часть жителей Гондураса — католики. Гарифы, а также негры и мулаты — в основном протестанты, главным образом англикане и методисты.